# Thân Đức Nam
Thân Đức Nam (sinh ngày 5 tháng 1 năm 1958) là một doanh nhân và chính trị gia người Việt Nam. Ông nguyên là Phó Chủ nhiệm Văn phòng Quốc hội Việt Nam. Ông từng là Tổng giám đốc, Chủ tịch Hội đồng thành viên Tổng công ty Xây dựng công trình giao thông 5 (CIENCO 5) thuộc Bộ Giao thông Vận tải Việt Nam, Ủy viên Ủy ban Kinh tế của Quốc hội, đại biểu Quốc hội Việt Nam khóa 13 nhiệm kì 2011-2016, thuộc đoàn đại biểu thành phố Đà Nẵng. Ông được phong Anh hùng Lao động thời kì đổi mới năm 2011.

## Xuất thân
Ông sinh ngày 5 tháng 1 năm 1958, quê quán ở xã Điện An, huyện Điện Bàn, tỉnh Quảng Nam, người dân tộc Kinh, không theo tôn giáo nào. Ông sinh ra và lớn lên trong một gia đình nông dân nghèo, đông anh em. Từ nhỏ ông đã vất vả làm nhiều việc như bán kem để phụ cha nuôi sống gia đình.

## Giáo dục
Trình độ chính trị: Cao cấp lý luận chính trị
Trình độ chuyên môn: Thạc sỹ quản trị kinh doanh

## Sự nghiệp
Năm 1976, khi 18 tuổi, Thân Đức Nam nhập ngũ phục vụ Quân đội Nhân dân Việt Nam.
Trong thời gian quân ngũ, ông được học nghề y tá và phục vụ ở Sư đoàn 859, Quân khu 5, Quân đội Nhân dân Việt Nam.
Năm 1980, Thân Đức Nam xuất ngũ, và bắt đầu sự nghiệp kinh doanh. Ông khởi đầu bằng buôn gạch, mở lò nung gạch, rồi sau đó buôn đồ cũ như xe máy. Từ năm 1981 đến năm 1990, công việc kinh doanh tiến triển tốt và ông đã tích lũy được một số vốn.
Năm 1992, Thân Đức Nam thành lập Công ty Trách nhiệm hữu hạn Nam Việt Á ở thành phố Đà Nẵng và giữ chức vụ giám đốc. Công ty này chuyên làm thương mại, vận tải, xây dựng và chuyên nhập khẩu ôtô, xe máy, thiết bị xây dựng như máy xúc, xe ben... từ Nhật và Hàn Quốc về. Theo ông Thân Đức Nam thì ông là người đầu tiên nhập xe máy Citi của hãng Daelim Hàn Quốc về bán ở miền Trung Việt Nam. Sau khi doanh số xe máy Citi Hàn Quốc bán ra bị sụt giảm, ông chuyển hướng không nhập khẩu xe máy nữa mà cho nhập hàng loạt máy móc thiết bị xây dựng như máy xúc, máy đào để tham gia làm thầu phụ cho Tổng công ty Sông Đà ở các dự án thủy điện như thủy điện Yaly, đập Thạch Nham. Từ miền Trung, công ty ông mở rộng ra Quảng Ninh chở thuê, xúc thuê cho một số mỏ. Số lượng xe, máy chuyên dụng của ông vào thời điểm năm 1993-1994 có lúc lên tới 100 chiếc. Trong thời gian này ông đi học lớp tại chức đại học ngành Quản trị Kinh doanh. Sau 4 năm ông được cấp bằng Thạc sĩ Quản trị Kinh doanh.
Năm 2000, chi nhánh của Công ty Nam Việt Á ở Quảng Ninh sáp nhập vào với Tổng công ty Xây dựng công trình giao thông 5 (Civil Engineering Construction Coorporation No. 5 joint stock company, viết tắt CIENCO 5), một công ty nhà nước thuộc Bộ Giao thông Vận tải Việt Nam. Ông Phạm Tuân - Tổng Giám đốc Tổng Công ty Xây dựng Công trình giao thông 5 (1996 - 2002) biết ông là người có tài năng thực sự nên đã mời ông về làm giám đốc Xí nghiệp 545 (thuộc CIENCO 5) tại Quảng Ninh vào tháng 9 năm 2000.
Ngày 3/2/2002, Thân Đức Nam gia nhập Đảng Cộng sản Việt Nam. Sau đó ông xin đi học lớp cao cấp lí luận chính trị.
Tháng 7/2003, Thân Đức Nam được đề bạt là Phó tổng giám đốc CIENCO 5 và kiêm Giám đốc Công ty 507 (thuộc CIENCO 5) thay ông Trần Nhị. Công ty 507 là một công ty lớn đóng tại Đắk Lắk chuyên làm cầu đường với gần 1700 công nhân ở 27 xí nghiệp khác nhau.
Cuối năm 2003, ông Phạm Tuân về hưu.
Tháng 7 năm 2004, Thân Đức Nam được bổ nhiệm làm Tổng giám đốc CIENCO 5. Khi này CIENCO 5 bên bờ vực phá sản với số nợ 2000 tỷ đồng, vốn chủ sở hữu chỉ hơn 100 tỷ đồng nhưng đã thua lỗ hơn 600 tỷ đồng.
Năm 2010, CIENCO 5 đạt doanh thu 4.561 tỷ đồng, đạt 147% so với năm 2009; trong đó lợi nhuận đạt 343 tỷ đồng.
Ngày 22/1/2011, nhờ thành tích điều hành CIENCO 5, có công đưa CIENCO 5 thoát khỏi nguy cơ phá sản, trở thành một trong những doanh nghiệp hàng đầu trong lĩnh vực xây dựng Công trình giao thông, hạ tầng đô thị, ông được Chủ tịch nước Việt Nam phong danh hiệu Anh hùng Lao động thời kỳ đổi mới.
Ngày 22 tháng 5 năm 2011, ông trúng cử đại biểu Quốc hội Việt Nam khóa 13 với 90.841 phiếu bầu tại đơn vị bầu cử Số 2, gồm quận Thanh Khê, quận Liên Chiểu, quận Ngũ Hành Sơn và quận Cẩm Lệ thành phố Đà Nẵng, đạt tỷ lệ 74,29% số phiếu hợp lệ (Đại biểu chuyên trách: Trung ương, Ủy viên Ủy ban Kinh tế của Quốc hội).
Tháng 8/2012, Thân Đức Nam giữ chức vụ chức vụ Chủ tịch Hội đồng Thành viên CIENCO 5.
Ngày 29/5/2013, Ủy ban Thường vụ Quốc hội ban hành Nghị quyết số 609/NQ-UBTVQH13 tiếp nhận ông Thân Đức Nam, Chủ tịch Hội đồng thành viên Tổng công ty Xây dựng công trình giao thông 5 (Cienco 5) thuộc Bộ Giao thông Vận tải, về công tác tại Văn phòng Quốc hội và giữ chức Phó chủ nhiệm Văn phòng Quốc hội. Thời hạn bổ nhiệm là 5 năm, kể từ ngày 1/6/2013.
Tháng 6 năm 2013, ông thôi chức Chủ tịch Hội đồng Quản trị CIENCO 5, thay thế thông là ông Bạch Ngọc Du, Chủ tịch Công ty cổ phần Xây dựng 573 (công ty con của CIENCO 5).

## Bê bối

### Sai phạm tại CIENCO 5
Năm 2007, Công ty Cổ phần phát triển địa ốc Cienco 5 (Cienco 5 Land) đã được thành lập theo hình thức công ty cổ phần, trong đó Cienco 5 sở hữu 49% vốn điều lệ (24,5/50 tỉ đồng). Điều này trái với quy định của pháp luật Việt Nam về mô hình công ty mẹ - con, khiến cho Cienco 5 (khi đó là doanh nghiệp 100% vốn Nhà nước) không thể giữ vai trò chi phối. Lúc này ông Thân Đức Nam làm Tổng giám đốc CIENCO 5 nên phải chịu trách nhiệm về sai phạm này. Ngày 25 tháng 6 năm 2016, Bộ Công an Việt Nam đã có công văn hỏa tốc yêu cầu Cienco 5 Land dừng hoạt động huy động vốn tại dự án Khu đô thị Thanh Hà - Cienco 5 do có dấu hiệu vi phạm pháp luật. Khu đô thị này ở địa bàn phường Phú Lương, Kiến Hưng, quận Hà Đông và xã Cự Khê, huyện Thanh Oai, thành phố Hà Nội, có quy mô hơn 400 ha, khởi công từ đầu năm 2008, nay được bán lại cho ông Lê Thanh Thản, ông chủ của chuỗi khách sạn tư nhân Mường Thanh lớn nhất Việt Nam, với giá 3500 tỉ đồng.
Ngày 21.4.2016, Công ty cổ phần Tập đoàn Mường Thanh của ông Lê Thanh Thản đã chi 1.500 tỉ đồng để mua lại 95% cổ phần của Cienco 5 Land.

## Tài sản riêng
Thân Đức Nam có 1400 tỉ đồng vốn đầu tư ở công ty cổ phần đầu tư địa ốc CIENCO 5 và khu Đô thị Thanh Hà A&B giai đoạn 2010-2012 hiện đang được đại gia Lê Thanh Thản nắm giữ. (CIENCO 5 Land).

## Gia đình
Thân Đức Nam đã kết hôn với bà Đặng Thị Thu Thủy. Bà Thủy sinh năm 1959, tại Điện Ngọc, huyện Điện Bàn, tỉnh Quảng Nam.

## Danh hiệu
- Anh hùng Lao động thời kỳ đổi mới (22/1/2011)[6]